# Kříž v Karviné
Litinový kříž je součástí areálu kostela Povýšení svatého Kříže v katastrálním území Karviná-město v místní části Fryštát. Kříž je chráněnou kulturní památkou České republiky.

## Historie
Novogotický kříž původně stál v blízkosti Závodní nemocnice na ulici Slezská v Karviné-Doly. V důsledku silného poddolování oblasti byl litinový kříž po restaurování přemístěn ke kostelu Povýšení svatého Kříže.

## Popis
Na novém místě byla vyzděna betonová podezdívka a na ní postaven 1,40 m vysoký litinový dutý hranolový podstavec, který má bohaté jemné zdobení a v rozích je zakončený fiálami. Ze středu vystupuje vlastní jeden metr vysoký litinový kříž s korpusem Krista. Na čelní straně litinového podstavce je umístěna deska s nápisem: „Gmina Karwina postaviła ten Kzryź w roku 1874“.

## Galerie

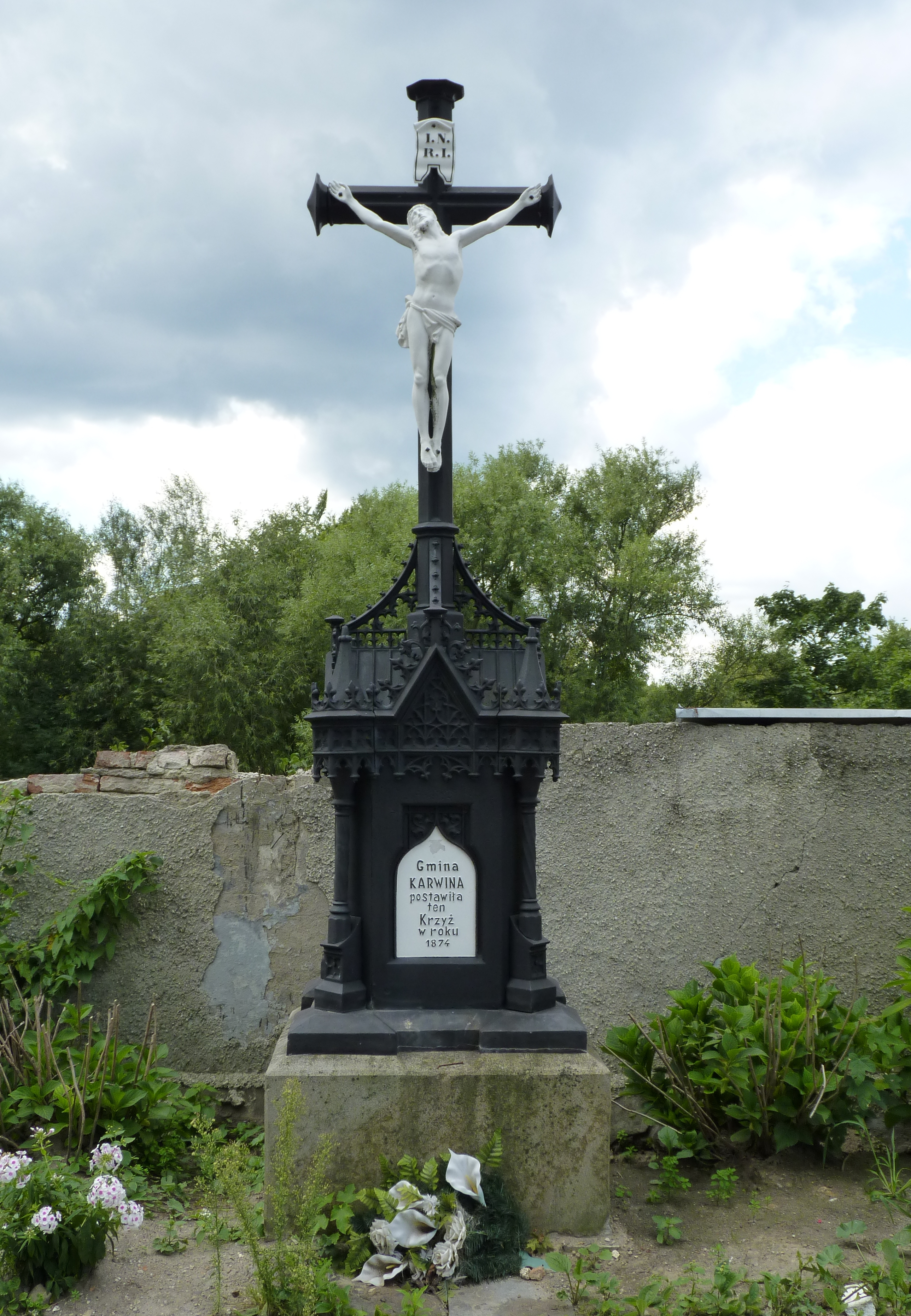
Litinový kříž
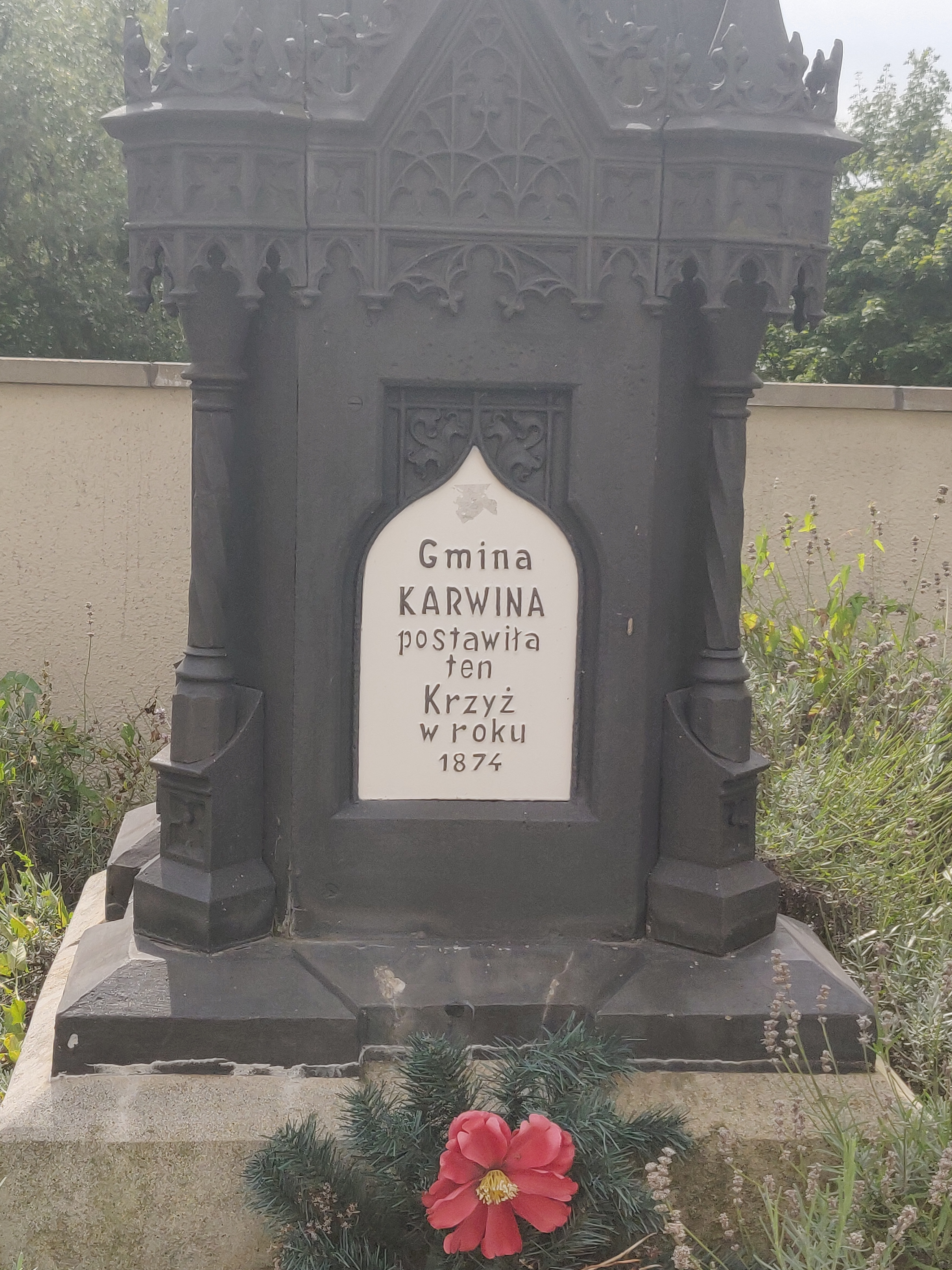
Nápis na litinovém podstavci
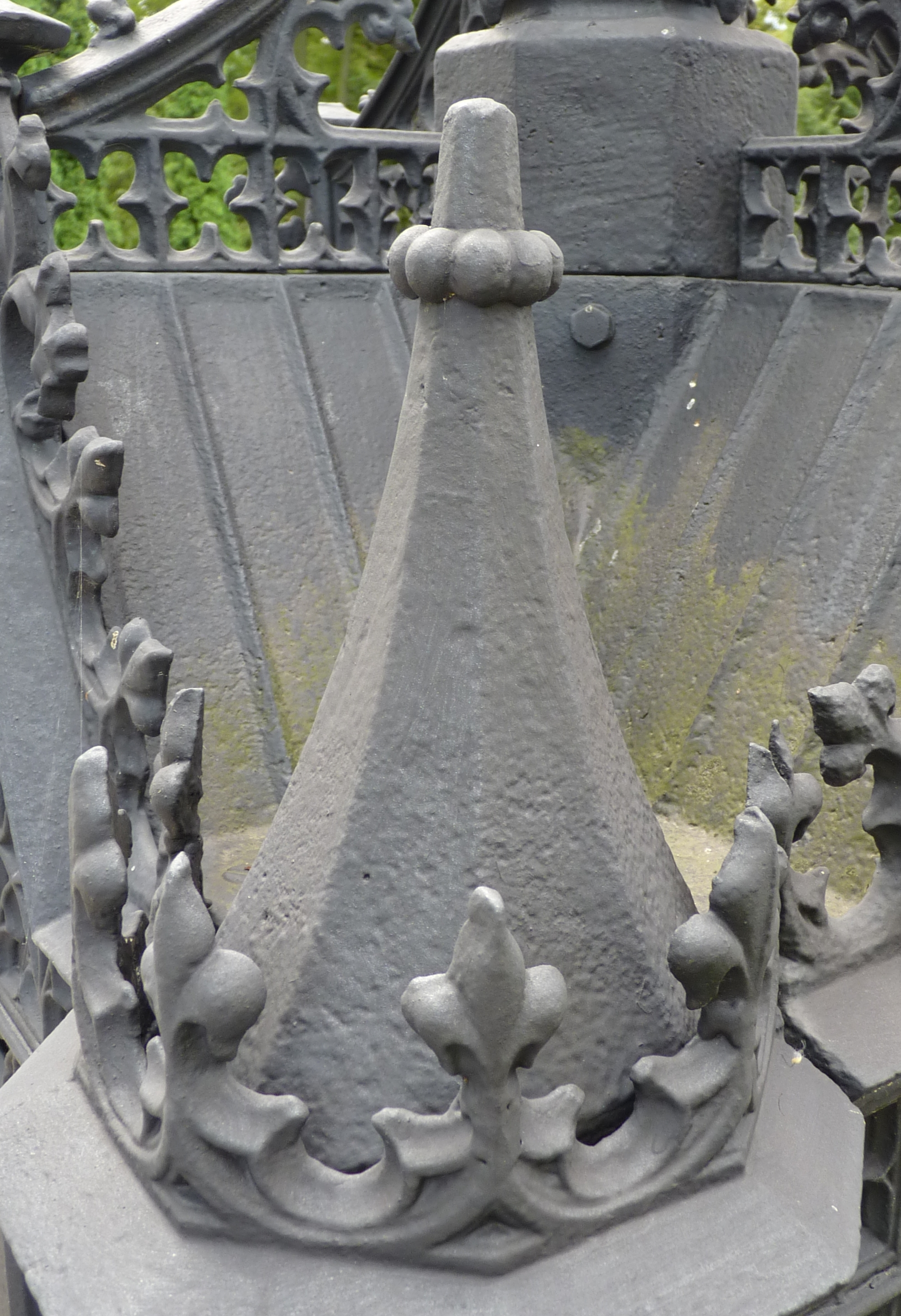
Fiála
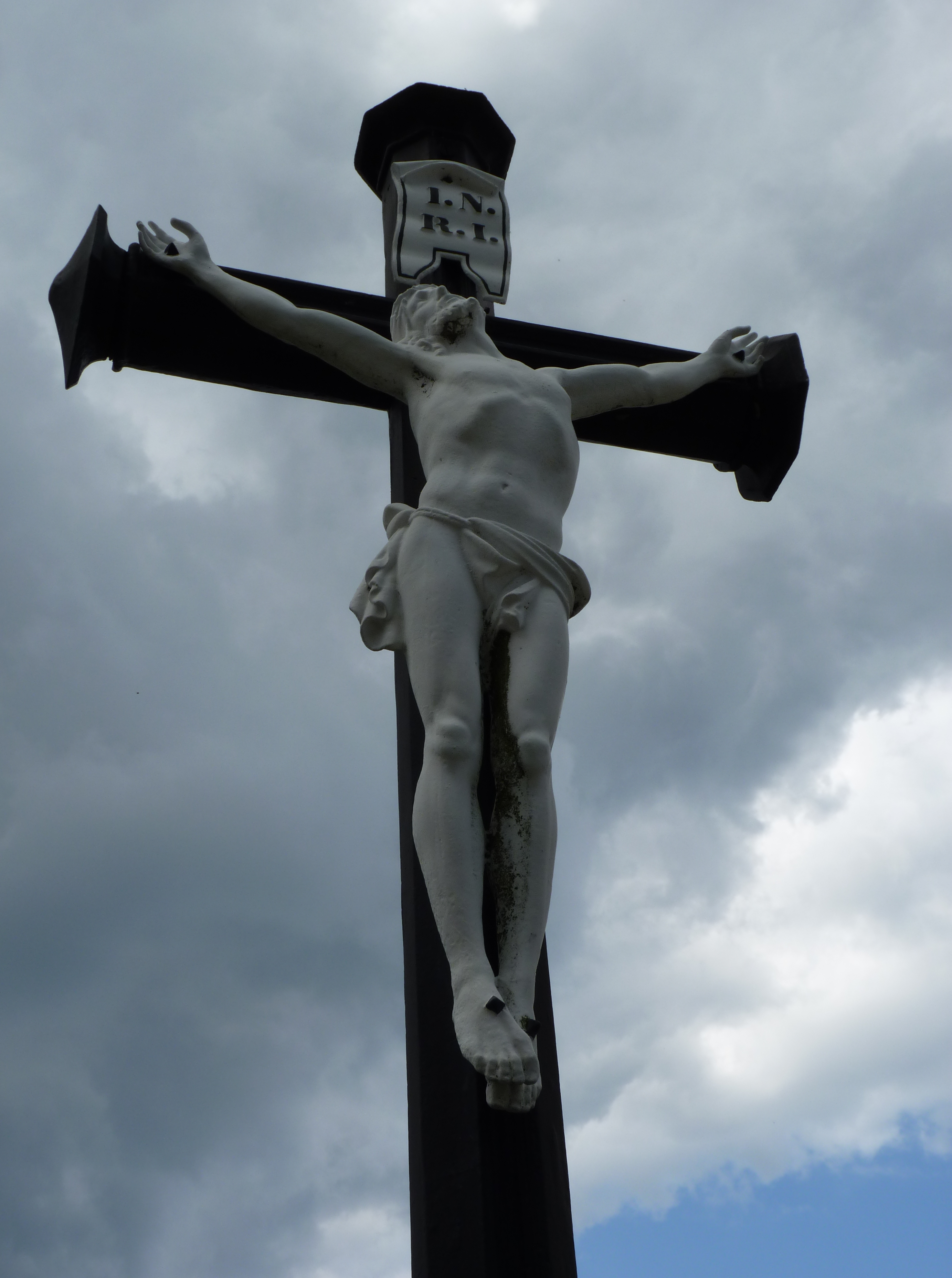
Detail korpusu Krista